# 凱沙普

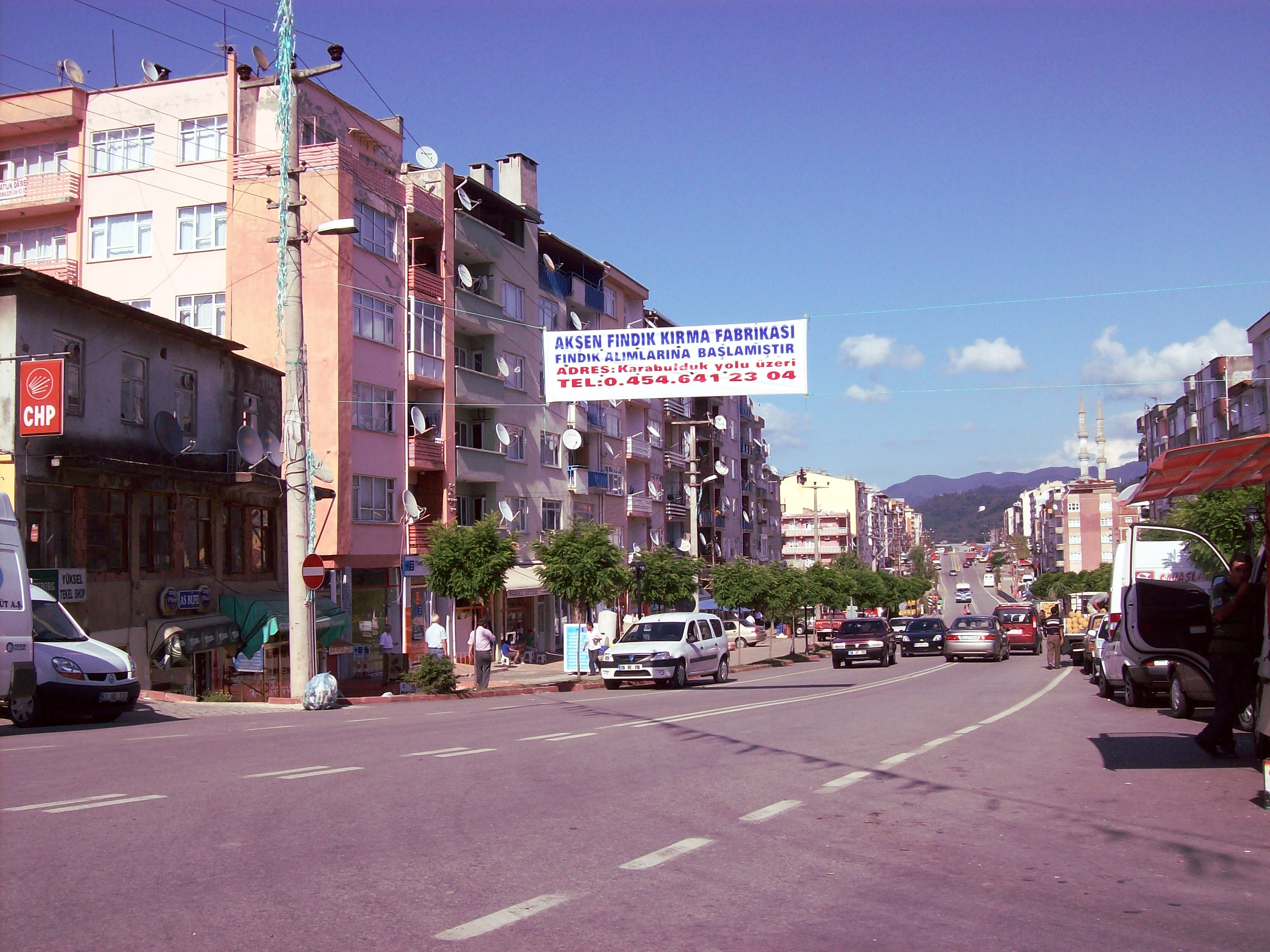
Keşap

凱沙普是土耳其的城鎮，由吉雷松省負責管轄，位於該國北部黑海沿岸，面積222平方公里，海拔高度95米，主要經濟活動有農業、畜牧業、漁業和林業，2011年人口8,561。

## 外部連結
- Kesap (Kassiope)（页面存档备份，存于）